# 宮部継潤
宮部 継潤（みやべ けいじゅん）は、戦国時代から安土桃山時代にかけての武将・大名。近江国宮部城主、のち但馬国豊岡城主、因幡国鳥取城主。

## 生涯

### 浅井家臣から秀吉家臣へ
近江国坂田郡醒ケ井の在地領主、土肥真舜の子として生まれる。天文5年（1536年）、比叡山に登って行栄坊という僧に師事し、剃髪して善祥坊と称した。その後、比叡山を下りて近江国浅井郡宮部村の湯次神社の社僧、宮部清潤のもとに身を寄せて継潤と称した。その名前の類似性から小和田哲男は継潤は清潤の養子となったものとみており、また、比叡山時代の継潤（善祥坊）はいわゆる荒法師（僧兵）であったとしている。
その後、継潤は近江の戦国大名・浅井長政の重臣に名を連ねるようになり、主君・長政に従って織田信長との戦いで活躍、横山城の城将であった羽柴秀吉と対峙したが、元亀3年（1572年）10月、秀吉の調略に応じてその与力となった（『 浅井三代記』）。寝返りの証として浅井側の国友城を攻めた際、銃撃を受け負傷している。『信長公記』にはこれより少し早い8～9月に、信長によって宮部村の要害を守るよう命じられたとある。
居城である宮部城は小谷城攻めには欠かせない重要拠点だったこともあり、天正元年（1573年）8月の小谷城落城まで多く勲功を上げている。この時期に秀吉の甥（後の豊臣秀次）を養子としているが、事実上の人質であったようで、浅井氏滅亡後は秀吉の下に返還されている、と考えられてきた。
ところが、堀越祐一が天正9年（1581年）5月に家臣に知行を与えている「宮部次兵衛尉吉継」を後の秀次に比定する説を唱えた。黒田基樹も秀吉と継潤から一字ずつ取った「吉継」の名乗りや後に継潤が因幡一国を任されている特殊な扱いから、堀越説を支持して、吉継＝秀次は継潤の養嗣子として元服を迎えて天正9年に至ったとする。黒田は清須会議の結果として吉継は宮部家から離れて三好康長の養子になったとしている。
天正元年（1573年）8月末に浅井氏が滅亡すると、継潤は小谷城主となった秀吉より3千石もの所領を与えられた。この破格の待遇から、秀吉が継潤の寝返りを高く評価していたことが窺われる。

### 中国攻めでの活躍
その後、秀吉の与力につけられて天正5年（1577年）からは中国攻めに従い、主として秀吉弟の羽柴長秀（のちの秀長）に従いながら但馬国方面の攻略に貢献し、秀長が山陽方面に赴いた場合には秀長に代わって山陰方面全体の指揮を担った。天正8年（1580年）頃には、山名氏討伐後に但馬豊岡城主として2万石を有している。鳥取城攻めでは最前線にあって吉川元春の援軍と戦い続けた。荒木村重離反の際に村重の小姓から秀吉に転仕した荒木重堅（のちの木下重堅）、但馬平定を通じて羽柴方に従った垣屋光成・豊続、出雲国出身で、かつて山中幸盛と行動を共にしてきた亀井茲矩などはいずれも継潤の配下として山陰方面での毛利勢との戦闘に参加したものと考えられる。
天正9年（1581年）10月、山陰での戦功が認められ、因幡国鳥取城代となった。また、本能寺の変時、鳥取城は毛利氏に攻撃される可能性が最も高い拠点であったが、山崎の戦い、賤ヶ岳の戦いと秀吉勢の主力が中国地方を離れている間も、その拠点を任され続けたことから秀吉の信頼の厚さがうかがえる。戦国時代研究者の谷口克広も「この仕事は地味だけれど、秀吉をして心置きなく畿内で活躍させるための大きな力となったはずである」として、その働きを評価している。

### 九州・小田原参陣と嫡子への家督相続
本能寺の変後、秀吉が大きな権力を握るようになると正式に鳥取城主となり、5万石を領した。
天正13年（1585年）の佐々成政攻めや、九州平定にも南条元続、亀井茲矩、荒木重堅、垣屋光成らの軍を従えて参戦し、日向国高城にて島津家久軍を撃退している（根白坂の戦い）。秀吉はこの戦いでの働きを「法印（継潤）事は今にはじめぬ巧者ものなり」（『川角太閤記』）と讃えたという。九州征伐後、因幡・但馬国内で加増され、5万971石を知行。軍役は、前述の因幡・但馬の国人衆を含めてであろうが、5,350人とある（宮部文書）。
天正18年（1590年）の小田原征伐にも参陣。同年に嫡子・長房に家督を譲っているが、形式上なものであって本人が隠居したわけではなく、戦場での活動は減るものの、政務上での活動は続く。

### 晩年
文禄元年（1592年）の文禄の役の際には、肥前名護屋へ在陣。渡海を要請したが許されなかった（吉川家文書）。文禄2年（1593年）には、大友義統が改易されたのちの豊後国の検地を山口宗弘と共に担当、また同年、因幡巨濃郡蒲生郷荒井村に因幡銀山を開いて、秀吉から銀山経営を任されている。
文禄3年（1594年）には伏見城の普請にも参加。この時点で知行は8万1,000石に加増されている。
慶長元年（1596年）、高齢を理由に隠居した。秀吉からの信任は厚く、晩年は秀吉の御伽衆として、秀吉の相談相手を務めながらも、秀吉重臣として政務にも関わった。
慶長3年（1598年）、秀吉が死去すると遺物金30枚を受領した。
慶長4年（1599年）3月25日、死去。享年は64、72など諸説ある。

## 人物・逸話
- 浅井家臣時代に弓の名手で富永新兵衛なる者と土地を巡って争った際、継潤は富永の放った矢を3本まで槍で打ち落としたという（『武家事紀』）[13]。
- 天正10年（1582年）、継潤は豊岡城から鳥取城に移る際に豊岡の地子を免除した。その仁徳に感激した民衆は継潤の死後に御霊神社を建立し、継潤を神として祀ったという（『武家事紀』『但馬孝』）[12][14]。